# Coppa d'Asia 2022 (calcio a 5)
La Coppa d'Asia 2022 (ufficialmente AFC Futsal Asian Cup 2022) è stata la 16ª edizione del torneo e si è disputata dal 25 settembre al 20 ottobre 2022 a in Kuwait. L'Iran è campione in carica. Il Kuwait avrebbe dovuto ospitare l'edizione 2020, originariamente prevista in Turkmenistan ma poi spostata, e definitivamente annullata, a causa della pandemia di COVID-19.

## Squadre qualificate
Il sorteggio delle qualificazioni, che si sono tenute tra il 1º aprile e il 21 maggio 2022, si è svolto il 6 gennaio 2022.
| Qualificate    | Così dalle qualificazioni                   | Pres. | Miglior risultato                                                                 |
| -------------- | ------------------------------------------- | ----- | --------------------------------------------------------------------------------- |
| Kuwait         | Nazione ospitante                           | 12ª   | Quarto posto (2003, 2014)                                                         |
| Thailandia     | AFF Futsal Championship 2022, vincitore     | 16ª   | Secondo posto (2008, 2012)                                                        |
| Indonesia      | AFF Futsal Championship 2022, secondo posto | 10ª   | Fase a gironi (2002, 2003, 2004, 2005, 2006, 2008, 2010, 2012, 2014)              |
| Vietnam        | AFF Futsal Championship 2022, terzo posto   | 6ª    | Quarto posto (2016)                                                               |
| Iran           | Centro & Sud, vincitore Gruppo A            | 16ª   | Campioni (1999, 2000, 2001, 2002, 2003, 2004, 2005, 2007, 2008, 2010, 2016, 2018) |
| Turkmenistan   | Centro & Sud, secondo posto Gruppo A        | 7ª    | Fase a gironi (2005, 2006, 2007, 2008, 2010, 2012)                                |
| Uzbekistan     | Centro & Sud, vincitore Gruppo B            | 16ª   | Secondo posto (2001, 2006, 2010, 2016)                                            |
| Tagikistan     | Centro & Sud, secondo posto Gruppo B        | 11ª   | Quarti di finale (2007)                                                           |
| Giappone       | Zona Est, vincitore                         | 16ª   | Campioni (2006, 2012, 2014)                                                       |
| Corea del Sud  | Zona Est, secondo posto                     | 14ª   | Secondo posto (1999)                                                              |
| Taipei cinese  | Zona Est, terzo posto                       | 13ª   | Quarti di finale (2003)                                                           |
| Libano         | Zona Ovest, vincitore Gruppo A              | 12ª   | Quarti di finale (2004, 2007, 2008, 2010, 2012, 2014, 2018)                       |
| Arabia Saudita | Zona Ovest, secondo posto Gruppo A          | 2ª    | Fase a gironi (2016)                                                              |
| Iraq           | Zona Ovest, vincitore Gruppo B              | 12ª   | Quarto posto (2018)                                                               |
| Bahrein        | Zona Ovest, secondo posto Gruppo B          | 3ª    | Quarti di finale (2018)                                                           |
| Oman           | Zona Ovest, vincitore play-off              | 1ª    | Debuttante                                                                        |

## Impianti
L'impianto ospitante è stato la Saad Al-Abdullah Hall di Al Kuwait.
| Impianto | Saad Al-Abdullah Hall |
| Foto     |                       |
| -------- | --------------------- |
| Città    | Al Kuwait             |
| Capacità | 6.000                 |

## Sorteggio
| Nazionale                 | Ranking |
| ------------------------- | ------- |
| Kuwait (organizzatore)    | 1       |
| Iran (campione in carica) | 2       |
| Giappone                  | 3       |
| Uzbekistan                | 4       |

| Nazionale | Ranking |
| --------- | ------- |
| Iraq      | 5       |
| Libano    | 6       |
| Vietnam   | 7       |
| Bahrein   | 8       |

| Nazionale     | Ranking |
| ------------- | ------- |
| Thailandia    | 9       |
| Taipei cinese | 10      |
| Tagikistan    | 11      |
| Corea del Sud | 12      |

| Nazionale      | Ranking |
| -------------- | ------- |
| Indonesia      | 13      |
| Turkmenistan   | 14      |
| Arabia Saudita | 15      |
| Oman           | 16      |

## Fase a gironi
Le prime due squadre di ogni girone si qualificano ai quarti di finale.
Criteri in caso di arrivo a pari punti:

In caso di arrivo a pari punti le squadre sono ordinate secondo i seguenti criteri:

1. Punti negli scontri diretti;
2. Differenza reti negli scontri diretti;
3. Reti segnate negli scontri diretti;
4. Se alcune squadre sono ancora a pari merito dopo aver applicato questi criteri, essi vengono riapplicati esclusivamente alle partite fra le squadre in questione per determinare la classifica finale. Se la suddetta procedura non porta a un esito, si applicano i seguenti criteri;
5. Differenza reti in tutti gli incontri;
6. Reti segnate in tutti gli incontri;
7. Tiri di rigore, esclusivamente se solo due squadre sono pari merito e si incontrano nell'ultima giornata;
8. Miglior condotta disciplinare (cartellino rosso = 3 punti, cartellino giallo = 1 punto, espulsione per doppia ammonizione = 3 punti);
9. Sorteggio.

Gli orari indicati sono locali, UTC+3.

### Gruppo A
| Squadra    | Pti | G | V | N | P | GF | GS | DR  |
| ---------- | --- | - | - | - | - | -- | -- | --- |
| Thailandia | 7   | 3 | 2 | 1 | 0 | 11 | 5  | +6  |
| Kuwait (H) | 5   | 3 | 1 | 2 | 0 | 11 | 6  | +5  |
| Iraq       | 4   | 3 | 1 | 1 | 1 | 9  | 5  | +4  |
| Oman       | 0   | 3 | 0 | 0 | 3 | 3  | 18 | -15 |

| Arbitro: | Hiroyuki Kobayashi |

|                    |           |                                     |
| Zeyad 8’ Ihsan 14’ | Marcatori | 17’ Worasak 25’ Sarawut 36’ Jetsada |

| Arbitro: | Ebrahim Mehrabi Afshar |

|                                                                               |           |                               |
| Al-Tawail 6’, 23’ Al-Abasi 8’, 30’ Al-Basam 23’ Al-Khalifah 30’ Al-Fadhel 33’ | Marcatori | 31’ Al-Balushi 38’ Al-Maawali |

| Arbitro: | Mohamad Chami |

|  |           |                                             |
|  | Marcatori | 4’ Abdulhadi 4’, 32’, 35’ Faisal 14’ Riyadh |

| Arbitro: | Husain Ali Al-Bahhar |

|                     |           |                            |
| Sarawut 6’ Krit 35’ | Marcatori | 18’ Al-Fadhel 27’ Al-Basam |

| Arbitro: | Ebrahim Mehrabi Afshar |

|                                                                 |           |          |
| Warut 4’ Jetsada 16’ Worasak 18’ Sarawut 19’ Narongsak 32’, 37’ | Marcatori | 34’ Taqi |

| Arbitro: | Ryan Shepheard |

|                            |           |                 |
| Al-Wadi 2’ Al-Mosabehi 21’ | Marcatori | 13’, 18’ Faisal |

### Gruppo B
| Squadra      | Pti | G | V | N | P | GF | GS | DR  |
| ------------ | --- | - | - | - | - | -- | -- | --- |
| Uzbekistan   | 9   | 3 | 3 | 0 | 0 | 17 | 3  | +14 |
| Tagikistan   | 6   | 3 | 2 | 0 | 1 | 14 | 11 | +3  |
| Bahrein      | 1   | 3 | 0 | 1 | 2 | 8  | 14 | -6  |
| Turkmenistan | 1   | 3 | 0 | 1 | 2 | 9  | 20 | -11 |

| Arbitro: | Fahad Al-Hosani |

|                                                                                          |           |  |
| Choriev 6’ Adilov 13’, 22’ Ropiev 15’, 33’ D. Rakhmatov 30’ Fakhriddinov 34’ Usmonov 40’ | Marcatori |  |

| Arbitro: | Lee Po-fu |

|                            |           |                                             |
| Ali 12’ Antar 34’ Anan 39’ | Marcatori | 8’ Kuziev 23’ Soliev 24’ Sardorov 39’ Yorov |

| Arbitro: | Hawkar Salar Ahmed |

|                            |           |                                              |
| Sähedow 13’, 14’, 19’, 26’ | Marcatori | 10’ Antar 13’ Abdulla 26’ Yusuf 40’ Al-Sandi |

| Arbitro: | Gelareh Nazemi Deylami |

|                  |           |                                          |
| Sardorov 4’, 38’ | Marcatori | 3’ Tulnikov 7’ Nishonov 19’ A. Rakhmatov |

| Arbitro: | Mohamad Chami |

|                                                                                 |           |                                                   |
| Yorov 8’, 9’, 22’, 38’ Sharipov 11’ Baýramdurdyýew 19’ (aut.) Sardorov 37’, 40’ | Marcatori | 3’ Soltanow 20’, 40’ Sähedow 35’, 37’ Annagulyýew |

| Arbitro: | Eisa Abdulhoussain |

|                                                                       |           |            |
| Tulkinov 6’ Usmonov 20’, 30’ Adilov 22’ Fakhriddinov 26’ Nishonov 27’ | Marcatori | 35’ Mayhad |

### Gruppo C
| Squadra       | Pti | G | V | N | P | GF | GS | DR  |
| ------------- | --- | - | - | - | - | -- | -- | --- |
| Iran          | 9   | 3 | 3 | 0 | 0 | 24 | 1  | +23 |
| Indonesia     | 6   | 3 | 2 | 0 | 1 | 11 | 8  | +3  |
| Taipei cinese | 1   | 3 | 0 | 1 | 2 | 3  | 15 | -12 |
| Libano        | 1   | 3 | 0 | 1 | 2 | 3  | 17 | -14 |

| Arbitro: | Ryan Shepheard |

|                                                     |           |  |
| Abbasi 2’, 22’ Oladghobad 2’ Asadshir 9’ Tayebi 24’ | Marcatori |  |

| Arbitro: | Andrew Best |

|             |           |                   |
| Hammoud 18’ | Marcatori | 13’ Huang Wei-lun |

| Arbitro: | Trương Quốc Dũng |

|                                                                           |           |                           |
| Pangestu 3’ Fajriyan 7’ Firman 19’ Iqbal 21’ Dewa 27’ Reza 37’ Syauqi 40’ | Marcatori | 25’ Zeitoun 37’ Koukezian |

| Arbitro: | Helday Idang |

|                  |           |                                                                                     |
| He Chia-chen 31’ | Marcatori | 2’ Bazyar 3’, 16’, 36’ Tayebi 4’, 16’, 18’ Abbasi 22’ Aghapour 28’ Javan 35’ Karimi |

| Arbitro: | Husain Ali Al-Bahhar |

|                   |           |                                   |
| Lin Chih-hung 30’ | Marcatori | 10’, 12’, 12’ Fajriyan 29’ Syauqi |

| Arbitro: | Abdulrahman Al-Doseri |

|                                                                                                   |           |  |
| Aghapour 8’, 32’ Tayebi 17’, 39’ Rhyem 17’ (aut.) Oladghobad 19’ Jafari 21’ Bazyar 27’ Karimi 28’ | Marcatori |  |

### Gruppo D
| Squadra        | Pti | G | V | N | P | GF | GS | DR  |
| -------------- | --- | - | - | - | - | -- | -- | --- |
| Giappone       | 6   | 3 | 2 | 0 | 1 | 9  | 2  | +7  |
| Vietnam        | 6   | 3 | 2 | 0 | 1 | 8  | 4  | +4  |
| Arabia Saudita | 6   | 3 | 2 | 0 | 1 | 7  | 4  | +3  |
| Corea del Sud  | 0   | 3 | 0 | 0 | 3 | 1  | 15 | -14 |

| Arbitro: | Anatoliy Rubakov |

|             |           |                         |
| Crepaldi 3’ | Marcatori | 11’ Al-Harthi 15’ Fqihe |

| Arbitro: | Benjapol Mucharoensap |

|                                                                       |           |                   |
| Shin Jong-hoon 2’ (aut.) Trần Thái Huy 15’, 34’ Phạm Đức Hoà 17’, 35’ | Marcatori | 1’ Shin Jong-hoon |

| Arbitro: | Zari Fathi |

|  |           |                                                                                       |
|  | Marcatori | 5’ (aut.) Seo Jung-woo 6’ Oliveira 17’ Mizutani 27’ Ishida 28’ Kanazawa 39’ Yoshikawa |

| Arbitro: | Osama Idrees Sedaif |

|                           |           |                                                           |
| Châu Đoàn Phát 30’ (aut.) | Marcatori | 12’ Nguyễn Anh Duy 29’ Châu Đoàn Phát 40’ Nguyễn Minh Trí |

| Arbitro: | Leung Chung Yin |

|  |           |                              |
|  | Marcatori | 4’, 23’ Ali 12’, 39’ Rudayni |

| Arbitro: | Pornnarong Grairod |

|                 |           |  |
| Shimizu 6’, 36’ | Marcatori |  |

## Fase a eliminazione diretta
In tutte le partite della fase a eliminazione diretta, in caso di parità, sono previsti tempi supplementari (eccezion fatta per la finale terzo posto) e tiri di rigore.
|  | Quarti di finale                  | Quarti di finale                  |                                   |            | Semifinali                | Semifinali                |  |  | Finale                            | Finale |
|  |                                   |                                   |                                   |            |                           |                           |  |  |                                   |        |
|  | 4 ottobre – Saad Al Abdullah Hall |                                   |                                   |            |                           |                           |  |  |                                   |        |
|  |                                   |                                   |                                   |            |                           |                           |  |  |                                   |        |
|  | Thailandia                        | 3                                 |                                   |            |                           |                           |  |  |                                   |        |
|  | Thailandia                        | 3                                 | 6 ottobre – Saad Al Abdullah Hall |            |                           |                           |  |  |                                   |        |
|  | Tagikistan                        | 2                                 |                                   |            |                           |                           |  |  |                                   |        |
|  | Tagikistan                        | 2                                 | Thailandia                        | 0          |                           |                           |  |  |                                   |        |
|  | 4 ottobre – Saad Al Abdullah Hall |                                   | Thailandia                        | 0          |                           |                           |  |  |                                   |        |
|  |                                   | Iran                              | 5                                 |            |                           |                           |  |  |                                   |        |
|  | Iran                              | Iran                              | 5                                 | 8          |                           |                           |  |  |                                   |        |
|  | Iran                              |                                   | 8 ottobre – Saad Al Abdullah Hall | 8          |                           |                           |  |  |                                   |        |
|  | Vietnam                           | 1                                 |                                   |            |                           |                           |  |  |                                   |        |
|  | Vietnam                           | 1                                 | Iran                              | 2          |                           |                           |  |  |                                   |        |
|  | 4 ottobre – Saad Al Abdullah Hall |                                   | Iran                              | 2          |                           |                           |  |  |                                   |        |
|  |                                   | Giappone                          | 3                                 |            |                           |                           |  |  |                                   |        |
|  | Uzbekistan                        | Giappone                          | 3                                 | 3          |                           |                           |  |  |                                   |        |
|  | Uzbekistan                        | 6 ottobre – Saad Al Abdullah Hall |                                   | 3          |                           |                           |  |  |                                   |        |
|  | Kuwait                            | 0                                 |                                   |            |                           |                           |  |  |                                   |        |
|  | Kuwait                            | 0                                 | Uzbekistan                        | 1          | Finale per il terzo posto | Finale per il terzo posto |  |  |                                   |        |
|  | 4 ottobre – Saad Al Abdullah Hall |                                   | Uzbekistan                        | 1          | Finale per il terzo posto | Finale per il terzo posto |  |  |                                   |        |
|  |                                   | Giappone                          | 2                                 |            |                           |                           |  |  |                                   |        |
|  | Giappone                          | Giappone                          | 2                                 | 3          | Thailandia                | 2                         |  |  |                                   |        |
|  | Giappone                          |                                   |                                   | 3          | Thailandia                | 2                         |  |  |                                   |        |
|  | Indonesia                         | 2                                 |                                   | Uzbekistan | 8                         |                           |  |  |                                   |        |
|  | Indonesia                         | 2                                 |                                   |            | 8                         |                           |  |  |                                   |        |
|  |                                   |                                   |                                   |            |                           |                           |  |  | 8 ottobre – Saad Al Abdullah Hall |        |
|  |                                   |                                   |                                   |            |                           |                           |  |  |                                   |        |

### Quarti di finale
| Arbitro: | Hiroyuki Kobayashi |

|                                                                                     |           |                  |
| Aghapour 9’ Rafieipour 9’ Tayebi 15’, 32’, 33’ Bazyar 24’ Oladghobad 27’ Abbasi 37’ | Marcatori | 37’ Phạm Đức Hòa |

| Arbitro: | Trương Quốc Dũng |

|                                     |           |                  |
| Kanazawa 32’ Pires 38’ Mizutani 39’ | Marcatori | 21’ Eko 40’ Dewa |

| Arbitro: | Ryan Shepheard |

|                                  |           |                         |
| Panat 2’ Jetsada 35’ Worasak 40’ | Marcatori | 28’ Vositzoda 34’ Yorov |

| Arbitro: | Ebrahim Mehrabi Afshar |

|                                           |           |  |
| A. Rakhmatov 14’ Choriev 21’ Nishonov 34’ | Marcatori |  |

### Semifinali
| Arbitro: | Husain Ali Al-Bahhar |

|              |           |                           |
| Khamroev 17’ | Marcatori | 23’ Oliveira 30’ Kanazawa |

| Arbitro: | Fahad Al-Hosani |

|  |           |                                                    |
|  | Marcatori | 1’ Tayebi 22’, 28’ Derakhshani 24’, 27’ Oladghobad |

### Finale 3º posto
| Arbitro: | Ebrahim Mehrabi Afshar |

|                        |           |                                                                                              |
| Wingwon 2’ Worasak 27’ | Marcatori | 2’, 26’ Ropiev 7’ Choriev 14’ Tulkinov 16’ Nishonov 22’ Juraev 23’ A. Rakhmatov 31’ Khamroev |

### Finale
| Arbitro: | Ryan Shepheard |

|                      |           |                                            |
| Abbasi 15’ Javan 40’ | Marcatori | 16’ Shimizu 27’ Oliveira 40’ (aut.) Abbasi |

## Campione
GIAPPONE
(4º titolo)

## Classifica finale
| Pos. | Squadra        |
| ---- | -------------- |
|      | Giappone       |
|      | Iran           |
|      | Uzbekistan     |
| 4    | Thailandia     |
| 5    | Tagikistan     |
| 5    | Indonesia      |
| 5    | Vietnam        |
| 5    | Kuwait         |
| 9    | Arabia Saudita |
| 9    | Iraq           |
| 9    | Bahrein        |
| 9    | Taipei cinese  |
| 13   | Turkmenistan   |
| 13   | Libano         |
| 13   | Corea del Sud  |
| 13   | Oman           |